# Казаково (Гусевское сельское поселение)
Казаково — опустевшая деревня в Оленинском муниципальном округе Тверской области.

## География
Находится в юго-западной части Тверской области на расстоянии приблизительно 13 км на запад по прямой от административного центра округа поселка Оленино южнее железнодорожной линии Москва-Рига.

## История
В 1859 году здесь (тогда деревня Волково-Казаково Ржевского уезда) было учтено 7 дворов, в 1941 году — 3. До 2019 года входила в состав ныне упразднённого Гусевского сельского поселения. По состоянию на 2020 год опустела.

## Население
Численность населения: 87 человек (1859 год), 0 как в 2002 году, так и в 2010.